# Juan Simón
Juan Simón (2 de març de 1960) és un exfutbolista argentí.

## Selecció de l'Argentina
Va formar part de l'equip argentí a la Copa del Món de 1990.